# Mirambeau (Haute-Garonne)

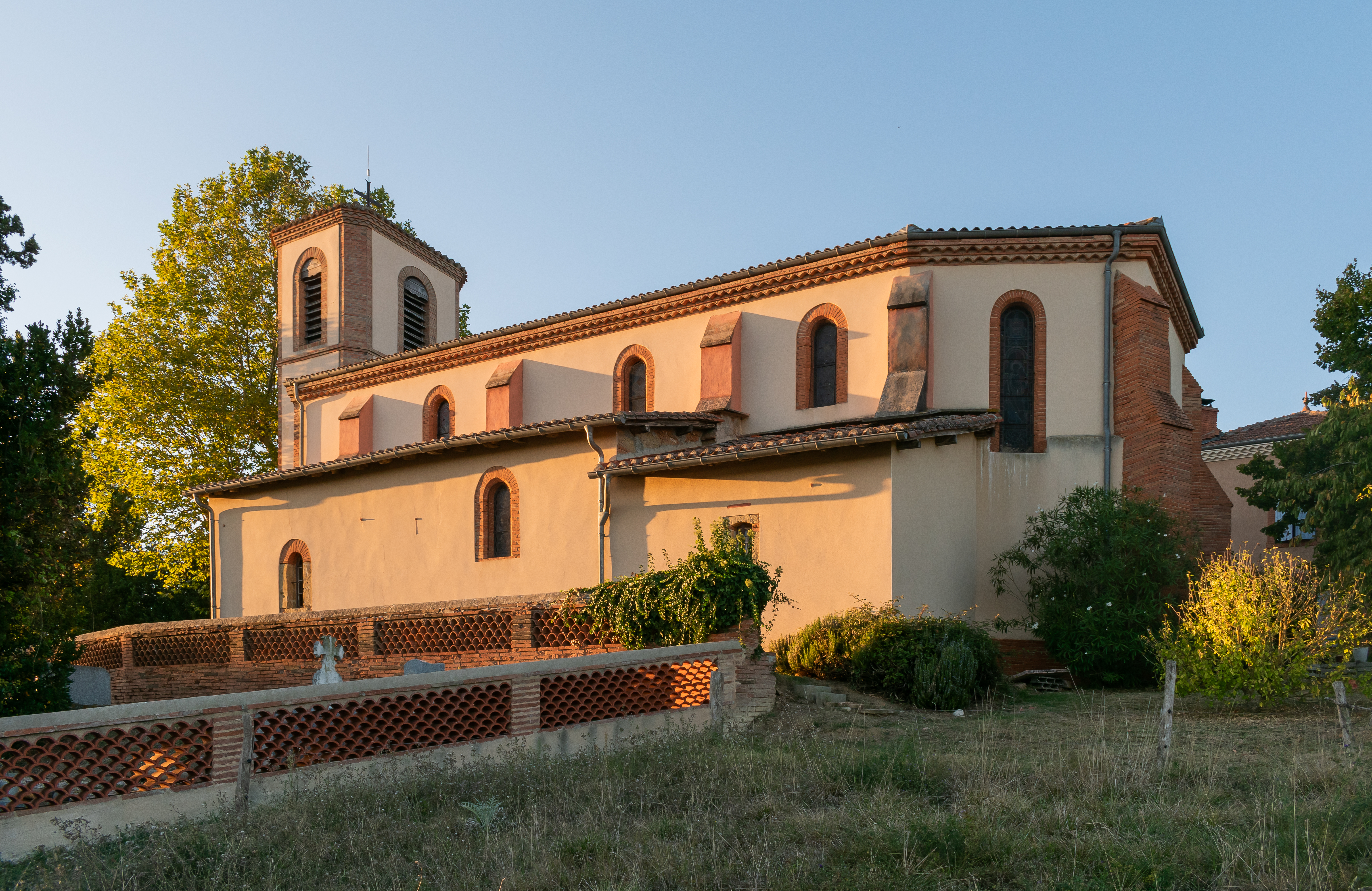
Kirche St. Andreas in Mirambeau

Mirambeau ist eine französische Gemeinde mit 62 Einwohnern (Stand 1. Januar 2022) im Département Haute-Garonne in der Region Okzitanien (zuvor Midi-Pyrénées). Die Einwohner werden als Mirambolais bezeichnet.

## Geographie
Das Gemeindegebiet wird vom Fluss Save durchquert, im Südosten verläuft das Flüsschen Espienne.
Umgeben wird Mirambeau von den sechs Nachbargemeinden:
| Cadeillan | Espaon                                      | Garravet    |
| Boissède  | Kompassrose, die auf Nachbargemeinden zeigt | Martisserre |
|           | L’Isle-en-Dodon                             |             |

## Bevölkerungsentwicklung
| Jahr                      | 1962 | 1968 | 1975 | 1982 | 1990 | 1999 | 2006 | 2013 | 2016 |
| ------------------------- | ---- | ---- | ---- | ---- | ---- | ---- | ---- | ---- | ---- |
| Einwohner                 | 82   | 69   | 54   | 58   | 55   | 51   | 53   | 65   | 64   |
| Quelle: Cassini und INSEE |      |      |      |      |      |      |      |      |      |

## Sehenswürdigkeiten
- Kirche St-André, erbaut 1862